# PRIDE Bushido 11
PRIDE Bushido 11 fue un evento de artes marciales mixtas producido por PRIDE Fighting Championships, celebrado el 4 de junio de 2006 en el Saitama Super Arena de Saitama.